# روي أدلر
روي أدلر (بالإنجليزية: Roy Adler)‏ هو رياضياتي أمريكي، ولد في 1931 في نيوآرك في الولايات المتحدة، وتوفي في 26 يوليو 2016 في تشاباكوا (نيويورك) في الولايات المتحدة.